# ناوتو آندو
ناوتو آندو (انگلیسی: Naoto Ando؛ زادهٔ ۲۸ اوت ۱۹۹۱) بازیکن فوتبال اهل ژاپن است.